# Jan Nautahof
Het Jan Nautahof is een straat in Amsterdam-Zuidoost.
De straat kreeg per raadsbesluit van 17 oktober 1984 haar naam, een vernoeming naar verzetsstrijder en lid van de Trouwgroep Jan Nauta (Almelo, 1917 – Kamp Vught, 1944). In deze buurt zijn meerdere straten vernoemd naar verzetsstrijders.
Het Jan Nautahof ligt aan de oostelijke rand van wat de wijk Gein III zou worden genoemd, later administratief omgedoopt tot Gein Noordoost. Een deel van de bebouwing staat aan een sloot met daar aan de overzijde het park Gaasperzoom; de stadsbebouwing houdt hier op. De Jos Gemmekebrug geeft vanaf het hof toegang tot het park. Gein III werd een wijk die ruim is opgezet met veelal geschakelde eengezinswoningen, zo ook hier. Er staan drie blokjes met woningen die aan beide uiteinden vergezeld worden met twee daarop haaks staande rijen. Alle woningen hebben een vrijstaande berging. Huisnummers lopen op van 1 tot 74, maar huisnummer 15 is het hoogste oneven nummer. De noordelijkste rij woningen kijkt uit over een grasveldje met zandbak met daarin twee artistieke speelobjecten; een schotel en een kat, waarvan de ontwerper(s) vooralsnog onbekend is/zijn.
Het hof, maar ook het wijkje eromheen, met als belangrijkste straat het Maria Snelplantsoen (vernoemd naar Maria Dina Snel) is in wezen doodlopend; er komt dan ook geen openbaar vervoer. Nabij het wijkje ligt het eindstation van de Amsterdamse metrolijnen 50 en 54 met station Gein.

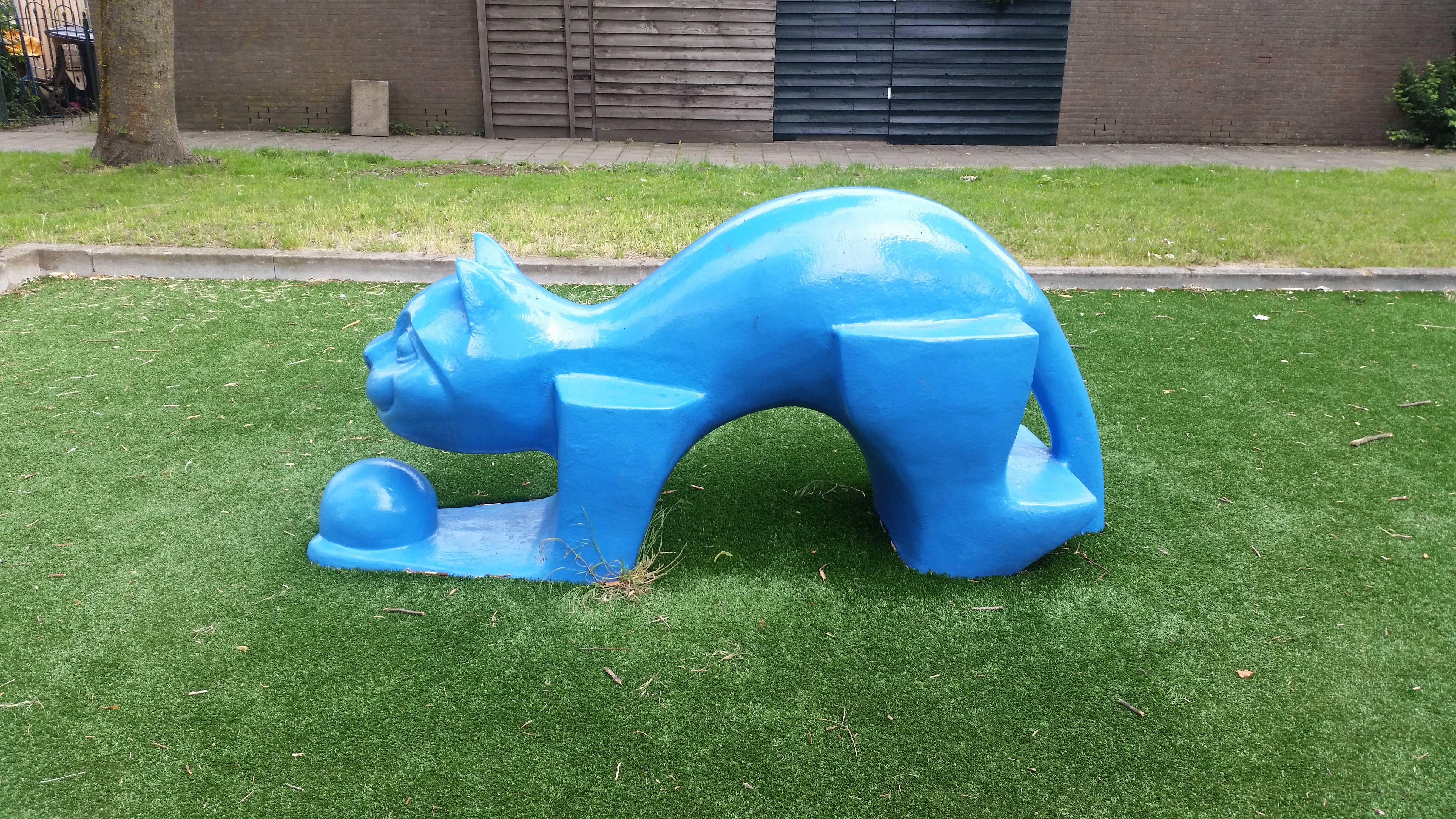
Kat (juni 2020)